# Behindertengleichstellungsgesetz (Schweiz)
Das  Bundesgesetz über die Beseitigung von Benachteiligungen von Menschen mit Behinderungen (Behindertengleichstellungsgesetz, BehiG) von 2004 regelt die Gleichstellung von Menschen mit Behinderungen in der Schweiz.

## Entstehung
1998 wurde die eidgenössische Volksinitiative «Gleiche Rechte für Behinderte» lanciert und am 14. Juni 1999 eingereicht. Sie verlangte die Verankerung eines neuen Artikels 4bis in der Bundesverfassung, um die Diskriminierung wegen einer Behinderung zu verbieten. Zudem sah sie eine Verpflichtung des Gesetzgebers vor, um Benachteiligungen von Menschen mit Behinderungen zu beseitigen.
Das eidgenössische Parlament hatte bei der zeitgleich laufenden Totalrevision der Bundesverfassung in Artikel 8 zwei spezifische Bestimmungen zur Gleichbehandlung von Menschen mit Behinderungen gutgeheissen. Sie wurden zusammen mit der neuen Bundesverfassung in der Volksabstimmung vom 18. April 1999 angenommen und traten am 1. Januar 2000 in Kraft. Artikel 8 Absatz 2 BV, bestimmt: «Niemand darf diskriminiert werden [...] wegen einer körperlichen, geistigen oder psychischen Behinderung». Artikel 8 Absatz 4 beauftragt den Bundesgesetzgeber, «Massnahmen zur Beseitigung von Benachteiligungen der Behinderten» vorzusehen.
Zur Umsetzung dieses Gesetzgebungsauftrages wurde das Bundesgesetz über die Beseitigung von Benachteiligungen von Menschen mit Behinderungen (Behindertengleichstellungsgesetz; BehiG) vom 13. Dezember 2002 geschaffen. Es trat am 1. Januar 2004 in Kraft. Die Volksinitiative wurde am 18. Mai 2003 in einer Volksabstimmung abgelehnt.

## Inhalt

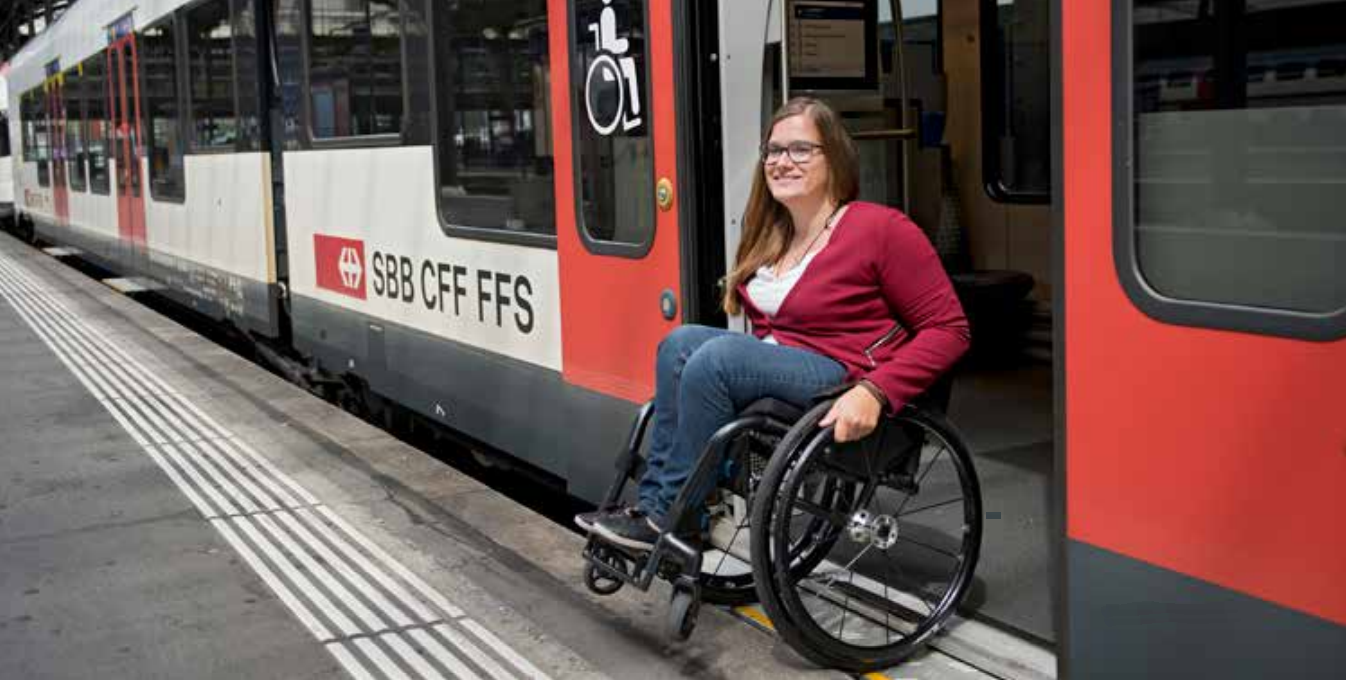
Das Gleichstellungsgesetz ermöglicht Behinderten die selbständige Nutzung des öffentlichen Verkehrs. Rollstuhlfahrerin beim Verlassen eines Zuges der SBB

Das Behindertengleichstellungsgesetz enthält Vorgaben, die es Menschen mit Behinderungen erleichtern, am gesellschaftlichen Leben teilzunehmen. Es «hat zum Zweck, Benachteiligungen zu verhindern, zu verringern oder zu beseitigen, denen Menschen mit Behinderungen ausgesetzt sind» (Art. 1 Abs. 1 BehiG). Dieses Benachteiligungsverbot gilt für öffentlich zugängliche Bauten und Anlagen. Für Wohnbauten gilt es mit mehr als acht Wohneinheiten und für Betriebe mit mehr als 50 Arbeitsplätzen. Es gilt auch für den öffentlichen Verkehr, öffentlich-rechtliche Arbeitsverhältnisse, Dienstleistungen des Bundes, der Kantone und konzessionierten Unternehmen sowie für die Aus- und Weiterbildung.
Das Benachteiligungsverbot kann so weit durchgesetzt werden, als nicht der Grundsatz der Verhältnismässigkeit verletzt wird. Es muss eine Interessenabwägung vorgenommen werden. Dabei ist zu prüfen, ob der erwartete Nutzen für Menschen mit Behinderungen höher zu gewichten ist als der wirtschaftliche Aufwand, die Interessen des Natur- und Heimatschutzes oder die Verkehrs- und Betriebssicherheit.
Das Gesetz verlangt nicht, dass auch private Unternehmen besondere Massnahmen ergreifen müssen, um ihre Dienstleistungen ohne Benachteiligung von Menschen mit Behinderungen zu erbringen. Ihnen ist einzig verboten, Menschen mit Behinderungen zu diskriminieren. In einem solchen Fall können betroffene Personen oder Behindertenorganisationen eine Entschädigung bis höchstens 5000 Franken verlangen.
Es sieht zudem die Möglichkeit vor, dass der Bund Projekte zur Förderung der tatsächlichen Gleichstellung finanziell unterstützen kann.

## Umsetzung
Im Gesetz steht zur Umsetzung: «Bestehende Bauten und Anlagen sowie Fahrzeuge für den öffentlichen Verkehr müssen spätestens nach 20 Jahren nach dem Inkrafttreten dieses Gesetzes behindertengerecht sein» (Art. 22 Abs. 1 BehiG).
Die Umsetzung war bis Januar 2023 noch nicht soweit fortgeschritten, wie es das Gesetz vorsieht. Inclusion Handicap, der Dachverband der Behindertenorganisationen in der Schweiz, will sie deshalb mit Einzelklagen vorantreiben. Im November 2023 waren erst 60 Prozent der Bahnhöfe so angepasst, dass Menschen mit Behinderungen sie selbstständig nutzen können, bei den Bus- und Tramhaltestellen erst rund ein Drittel. Ende 2024 waren 1132 der total 1800 Bahnstationen für Menschen mit Beeinträchtigung autonom benutzbar.

## Eidgenössisches Büro für die Gleichstellung von Menschen mit Behinderungen (EBGB)
Zuständig für die finanzielle Förderung von Projekten im Bereich der Behindertengleichstellung ist das Eidgenössische Büro für die Gleichstellung von Menschen mit Behinderungen (EBGB). Es prüft, begleitet und evaluiert die Projekte. Das EBGB informiert über das Behindertengleichstellungsrecht, es gibt Analysen und Untersuchungen im Bereich der Gleichstellung und Integration in Auftrag. Es koordiniert die Tätigkeiten der auf diesem Gebiet tätigen öffentlichen Stellen und privaten Organisationen.

## Verordnungsrecht
Drei Verordnungen konkretisieren das Behindertengleichstellungsgesetz:
- Behindertengleichstellungsverordnung (BehiV), SR 151.31
- Verordnung über die behindertengerechte Gestaltung des öffentlichen Verkehrs (VböV), SR 151.34
- Verordnung über die technischen Anforderungen an die behindertengerechte Gestaltung des öffentlichen Verkehrs (VAböV) SR 151.342